# Handley Page Victor
Handley Page Victor ((engelsk): "sejrherre") var et jetdrevet bombefly, som under den kolde krig kunne fremføre britiske kernevåben.
Victor havde en besætning på fem personer bestående af to piloter, en navigatør, en bombekaster samt en AEO (Air Electronics Operator), ansvarlig for elektronisk krigsførelse med chaff og flares. AEO var også radiotelegrafist. Kun piloterne havde katapultsæder, meningen var at piloterne i en nødsituation skulle holde flyet på ret køl, mens resten af besætningen sprang ud i faldskærm - og så forlade flyet i sidste øjeblik.

## Historie
Flyets udvikling begyndte i 1947 under ledelse af Reginald Stafford, og de første fly ankom til eskadrillerne i 1957. Det britiske luftfartsministerium ønskede et bombefly med en tophastighed på 930 km/t, en operativ højde på op til 15.000 m, en rækkevidde på 5500 km og mulighed for at bære en bombelast på 4500 kg.
Trioen af bombefly kaldet "V-force"; Avro Vulcan, Vickers Valiant og Handley Page Victor supplerede hinanden, så alle tre blev indkøbt. I alt blev der fremstillet 86 Victor-fly.
Malaysia blev dannet i 1963 ved en sammenslutning af diverse britiske kolonier. Indonesien ønskede at overtage områderne på øen Borneo, så det kom til krigshandlinger, der varede til 1965. I 1964 sendte RAF fire Victorfly lastet med konventionelle bomber til Singapore for at dæmpe gemytterne.
Efter indførelsen af atomubåde med Polaris-missiler, blev der mindre brug for bombefly. Nogle Victor-fly blev udrustet til rekognosceringsfly med kraftige radarer og kameraudstyr, andre blev ombygget til tankfly.
Under Falklandskrigen i 1982 blev 20 Victor-fly udstationeret på Ascension, primært til at tanke fly på vej til og fra Falklandsøerne, bl.a. Operation Black Buck, men også som langtrækkende rekognosceringsfly over South Georgia. Victor-flyene fløj over 600 missioner. Sidste krig Victor-fly deltog i var Operation Granby, briternes bidrag til Operation Desert Shield (1990) og Operation Desert Storm (1991). 15 Victor-fly fløj 229 missioner, hvor de støttede britiske Tornadoer og US Navys fly.
| Luftfart | Spire Denne artikel om flyvning er en spire som bør udbygges. Du er velkommen til at hjælpe Wikipedia ved at udvide den. |

Oversat fra svensk Wikipedia.